# Arvi, Kreta
Arvi är en ort i Grekland.   Den ligger i prefekturen Nomós Irakleíou och regionen Kreta, i den sydöstra delen av landet, 400 km söder om huvudstaden Aten. Arvi ligger 5 meter över havet och antalet invånare är 671.
Terrängen runt Arvi är kuperad åt nordväst, men åt nordost är den bergig. Havet är nära Arvi söderut. Arvi är det största samhället i trakten. 